# Dora Doll
Dora Doll, nata Dorothea Hermina Feinberg (Berlino, 19 maggio 1922 – Nîmes, 15 novembre 2015), è stata un'attrice francese.

## Biografia
Nata in Germania, a Berlino, iniziò a lavorare nel cinema alla fine degli anni trenta, dove - non accreditata - fece qualche comparsa come figurante in pellicole firmate da Marcel Carné e Abel Gance. Passata a ruoli di secondo piano, riuscì a ottenere anche delle parti da protagonista o da comprimaria. Lavorò a Hollywood, accanto a Montgomery Clift e Marlon Brando nel film I giovani leoni (1958). Recitò in Archimede le clochard, un film del 1959 che aveva come protagonista Jean Gabin e che le diede un discreto successo. 
Nel 1977 apparve in Giulia, il film di Fred Zinnemann con Jane Fonda e Vanessa Redgrave. Dopo una lunga carriera cinematografica, Dora Doll conobbe una grande popolarità tra il 1998 e il 2000 con il ruolo di Agathe Chantreuil nella soap opera Venti del nord. Nella sua carriera, l'attrice apparve - tra cinema e televisione - in oltre duecento tra film, tv movie e serie televisive.

### Vita privata
È stata la prima moglie di Raymond Pellegrin, da cui ebbe una figlia, Danielle. Dopo il loro divorzio, sposò nel 1965 l'autore e compositore François Deguelt da cui divorziò nel 1971. Ebbe anche una relazione con Jean Gabin.

## Filmografia parziale
- Ragazze folli (Entrée des artistes), regia di Marc Allégret (1938)
- Albergo Nord (Hôtel du Nord), regia di Marcel Carné (1938)
- Entente cordiale, regia di Marcel L'Herbier (1939)
- Piccola ladra (Battement de coeur), regia di Henri Decoin (1940)
- Legittima difesa (Quai des Orfèvres), regia di Henri-Georges Clouzot (1947)
- Manon, regia di Henri-Georges Clouzot (1949)
- Sotto il cielo di Parigi (Sous le ciel de Paris), regia di Julien Duvivier (1951)
- Grisbì (Touchez pas au grisbi), regia di Jacques Becker (1954)
- French Cancan, regia di Jean Renoir (1955)
- Eliana e gli uomini (Elena et les hommes) regia di Jean Renoir (1956)
- I giovani leoni (The Young Lions), regia di Edward Dmytryk (1958)
- Archimede le clochard (Archimède le clochard), regia di Gilles Grangier (1959)
- Les Frangines, regia di Jean Gourguet (1960)
- Fernandel, scopa e pennel (Cocagne), regia di Maurice Cloche (1961)
- Colpo grosso al casinò (Mélodie en sous-sol), regia di Henri Verneuil (1963)
- Pas de caviar pour tante Olga, regia di Jean Becker (1965)
- Le Jour de noces, regia di Claude Goretta (1971)
- L'incorreggibile (L'Incorrigible), regia di Philippe de Broca (1975)
- Bianco e nero a colori (La Victoire en chantant), regia di Jean-Jacques Annaud (1976)
- Giulia (Julia), regia di Fred Zinnemann (1977)
- Violette Nozière, regia di Claude Chabrol (1978)
- Il sostituto (Coup de tête), regia di Jean-Jacques Annaud (1978)
- Il mondo nuovo (La Nuit de Varennes), regia di Ettore Scola (1982)
- Once More - Ancora (Once More - Encore), regia di Paul Vecchiali (1988)
- L'inferno (L'Enfer), regia di Claude Chabrol (1994)
- Venti del nord (Cap des Pins) - soap opera (1998-2000)
- La signora del gioco, regia di Anna Brasi (1998)

## Doppiatrici italiane
- Dhia Cristiani in Eliana e gli uomini, Archimede le clochard
- Flaminia Jandolo in I giovani leoni
- Aurora Cancian in Once More - Ancora
- Miranda Bonansea in Venti del nord